# Helmen Kütt
Helmen Kütt (née le 28 juillet 1961 à Viljandi) est une femme politique estonienne, membre du Parti social-démocrate (Estonie).
Le 26 mars 2014, elle devient ministre de la Protection sociale du gouvernement Rõivas I.